# Beagle 2
Beagle 2 var en brittisk rymdsond som skulle landa på planeten Mars. Beagle 2 är uppkallad efter fartyget HMS Beagle som användes av Charles Darwin
Landaren åkte snålskjuts till Mars med ESAs rymdsond Mars Express. I samband med landningen förlorade man kontakten med rymdsonden och man antog därför att den hade kraschat.

## Beagle 2:s uppdrag
- undersöka geologin, samt den kemiska sammansättningen vid landningsplatsen
- leta efter tecken på om liv funnits
- studera väder och klimat

## 2015
I januari 2015 lyckades man med hjälp av kameran HiRISE på NASAs rymdsond Mars Reconnaissance Orbiter hitta Beagle 2. Bilderna tyder på att flera av landarens solpaneler inte vecklades ut efter landning och därmed blev landarens antenn blockerad.

## Tidsförlopp
- 2 juni 2003 - Mars Express med Beagle 2 skjuts upp från Kosmodromen i Bajkonur, Kazakstan.
- 19 december 2003 - Beagle 2 lösgörs från Mars Express och de båda farkosterna går var för sig mot Mars.
- 25 december 2003 - Beagle 2 förmodas ha landat på planeten vid fyratiden på morgonen, men det första försöket att få kontakt med landaren misslyckas.
- 27 december 2003 - Fortfarande ingen kontakt med landaren, trots fyra försök. Försöken att få kontakt har dels varit via NASA:s Mars Odyssey och Jodrell Bank-teleskopet i Storbritannien. Man har en månad på sig att få kontakt med Beagle 2.
- 1 januari 2004 - Ännu ingen kontakt med landaren trots ett antal försök. Man hoppas att få kontakt via moderfarkosten Mars Express när den kommit i rätt läge, och det sker tidigast den 4 jan.
- 12 januari 2004 - Trots ett antal försök att med Mars Express få kontakt med Beagle 2 så kan ingen kontakt upprättas. Mars Express har som närmast varit 315 km över den förmodade landningsplatsen.
- 11 februari 2004 - ESA ger definitivt upp hoppet om Beagle 2 och förklarar Marslandaren som förlorad.[3]
- januari 2015 - Mars Reconnaissance Orbiter hitta Beagle 2.

### Fotnoter
1. ↑  ”NASA Space Science Data Coordinated Archive” (på engelska). NASA. https://nssdc.gsfc.nasa.gov/nmc/spacecraft/display.action?id=2003-022C. Läst 5 april 2020.
2. ↑  nytimes.com, läst 16 oktober 2016.
3. ↑  Artikel hos ESA